# Географія Гватемали
Гватемала — північноамериканська країна, що знаходиться півдні континенту . Загальна площа країни 108 889 км² (107-ме місце у світі), з яких на суходіл припадає 107 159 км², а на поверхню внутрішніх вод — 1 730 км². Площа країни у 3 рази більша за площу Січеславської області України. 

## Назва
Офіційна назва — Республіка Гватемала, Гватемала (ісп. Republica de Guatemala, Guatemala). Назва країни походить від ацтекського слова гуаутемаллан — місце багатьох дерев, переклад з мови кіче — багато дерев, ліс. Коли конкістадори вперше прибули до Гватемали, вони побачили, гниле дерево з великою кількістю інших дерев навколо палацу. Іспанці вирішили, що це центр королівства мая. Від тубільців вони довідалися про назву цієї місцевості.

## Географічне положення
Гватемала — північноамериканська країна, що межує з чотирма іншими країнами: на заході й півночі — з Мексикою (спільний кордон — 958 км), на північному сході — з Белізом (266 км), на сході — з Сальвадором (199 км), на південному сході — з Гондурасом (244 км). Загальна довжина державного кордону — 1667 км. Гватемала на півдні омивається водами Тихого океану; на північному сході має вихід до вод Гондураської затоки Карибського моря Атлантичного океану. Загальна довжина морського узбережжя 400 км.

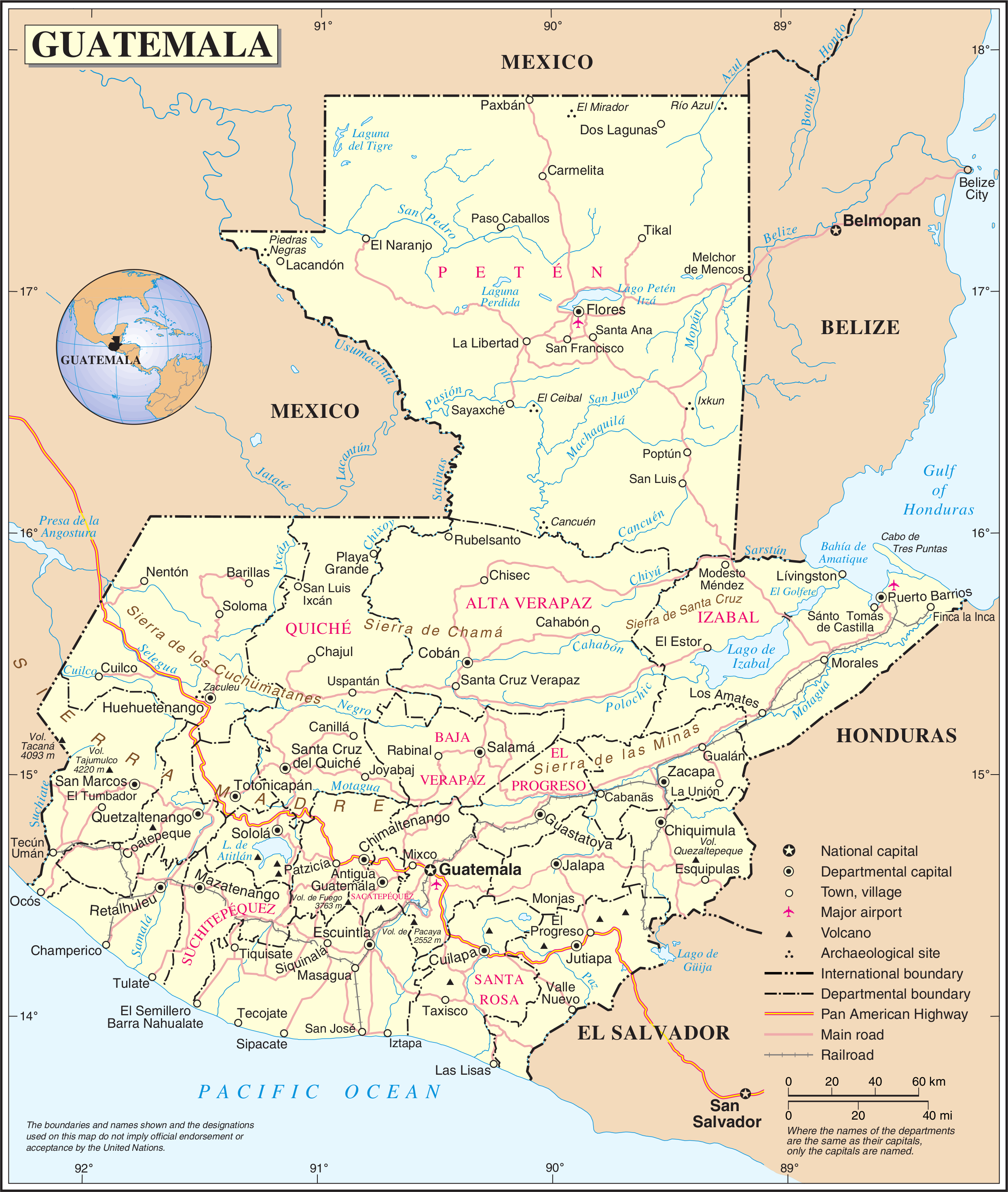
Карта Гватемали від ООН (англ.)
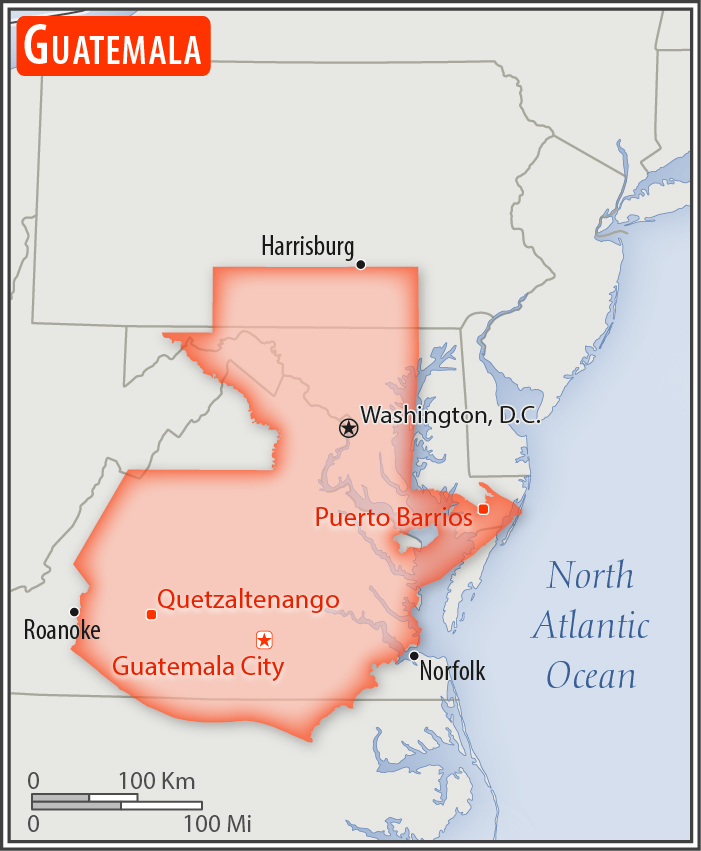
Порівняння розмірів території Гватемали та США

Згідно з Конвенцією Організації Об'єднаних Націй з морського права (UNCLOS) 1982 року, протяжність територіальних вод країни встановлено в 12 морських миль (22,2 км). Виключна економічна зона встановлена на відстань 200 морських миль (370,4 км) від узбережжя. Континентальний шельф — до глибин 200 м.

### Час
Час у Гватемалі: UTC-6 (-8 годин різниці часу з Києвом).

## Геологія

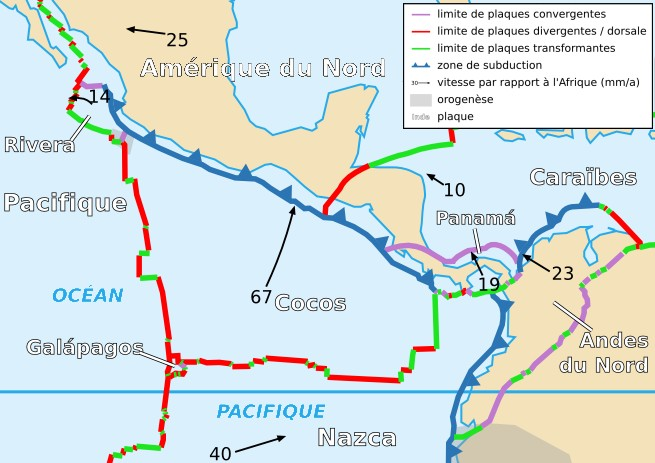
Тектонічна карта плити Кокос
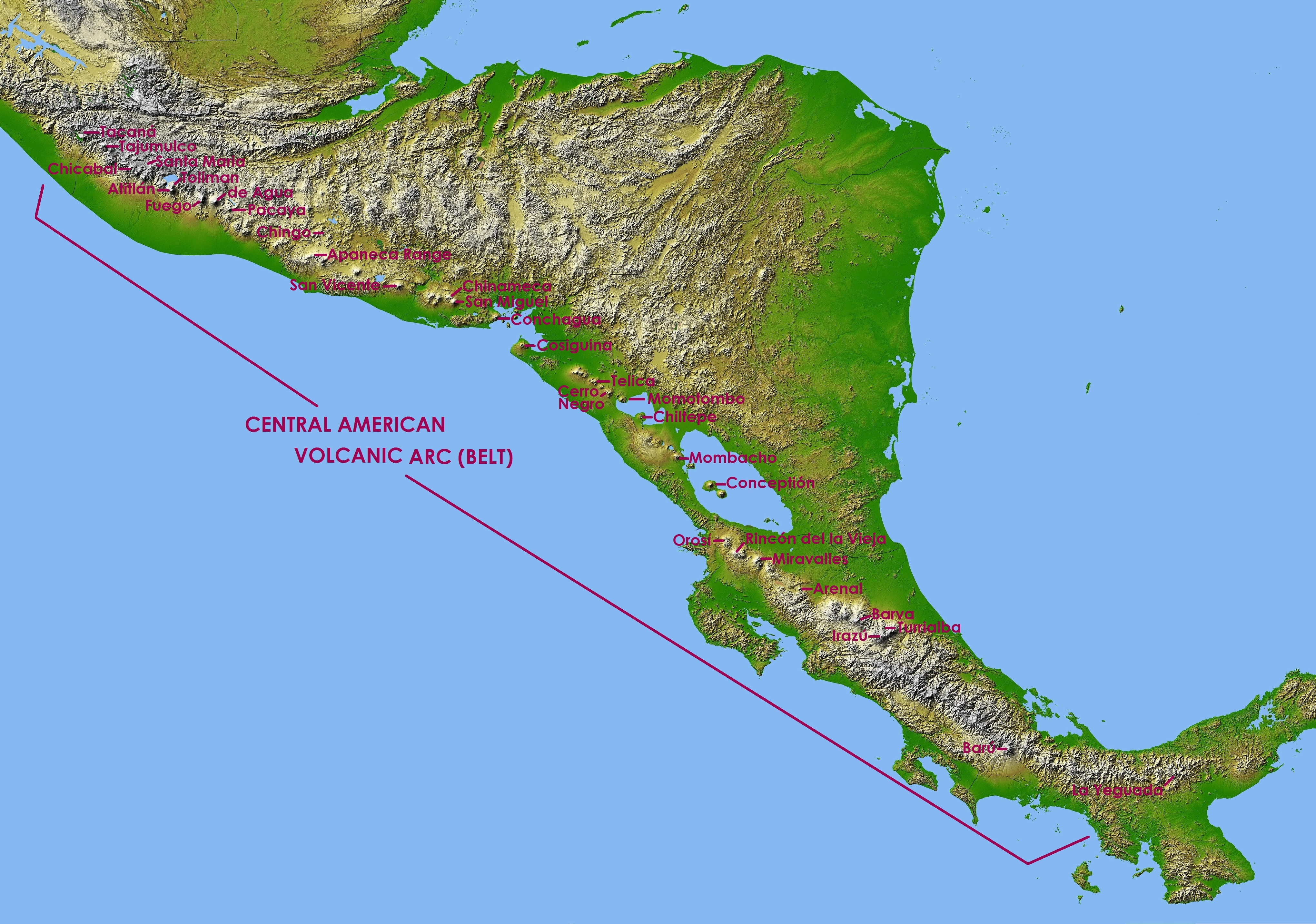
Центральноамериканський вулканічний пояс

### Корисні копалини
Надра Гватемали багаті на ряд корисних копалин: нафту, нікель.

### Вулканізм
Вулкан Санта-Марія був включений у 1990-х роках до «Десятиліття вулканів», міжнародної дослідницької програми впливу вулканічної діяльності на людство Міжнародної асоціації вулканології і хімії надр Землі (IAVCEI), як частини програми ООН зі зменшення небезпеки від стихійних лих.

## Рельєф
Середні висоти — 759 м; найнижча точка — рівень вод Тихого океану (0 м); найвища точка — вулкан Тахумулько (4211 м), найвища точка Центральної Америки.

Рельєф Гватемали
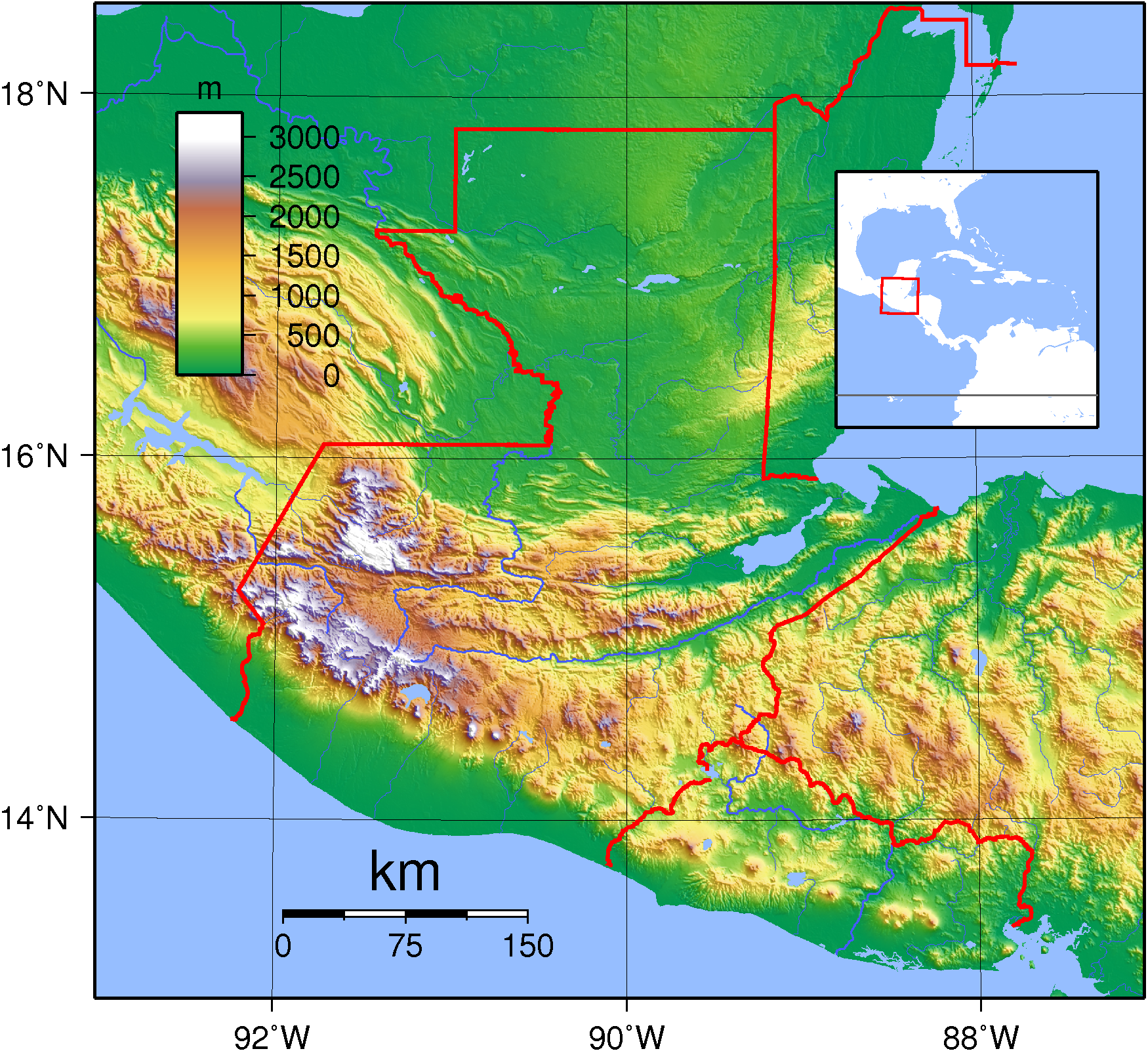
Гіпсометрична карта Гватемали
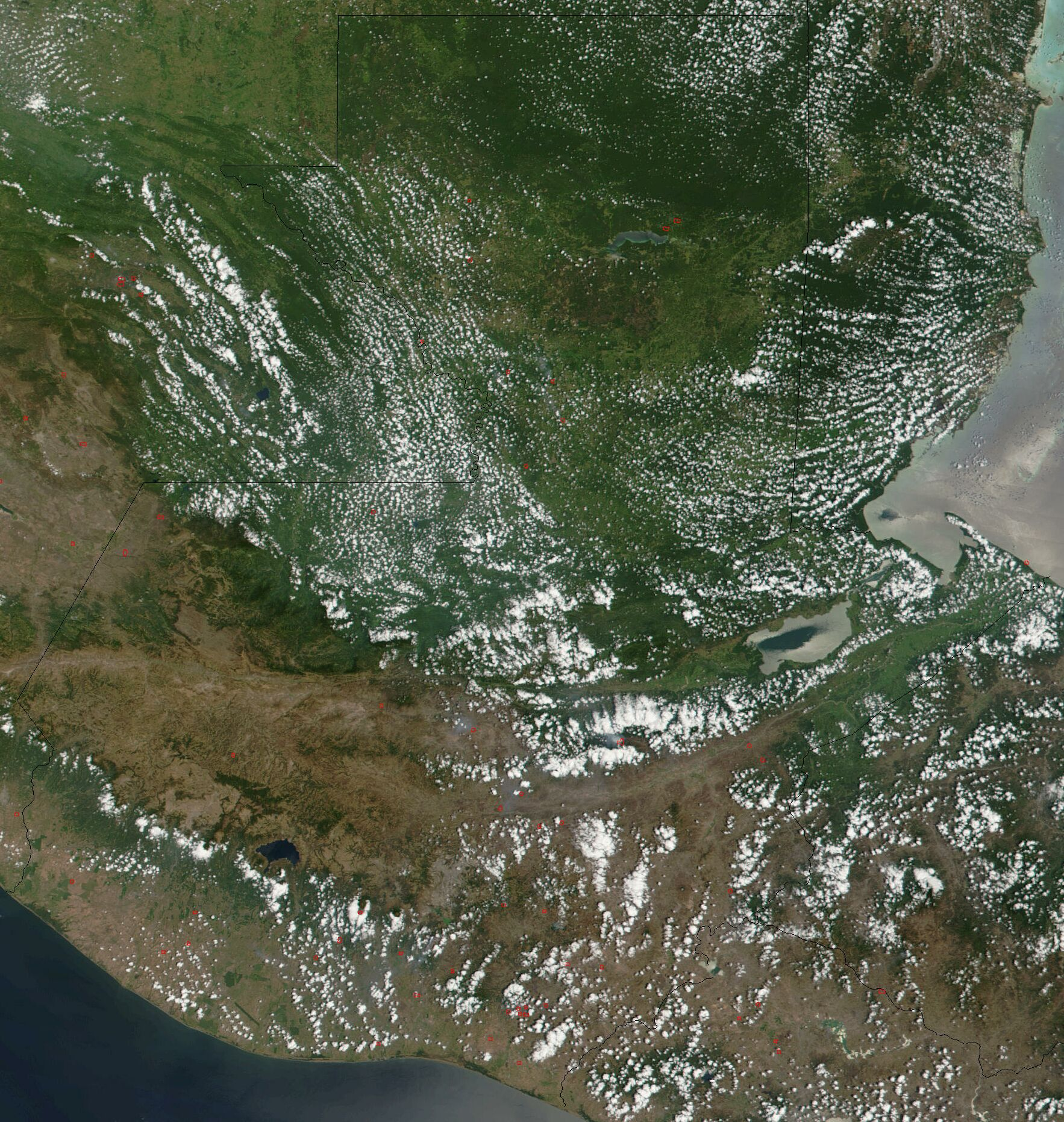
Супутниковий знімок поверхні країни
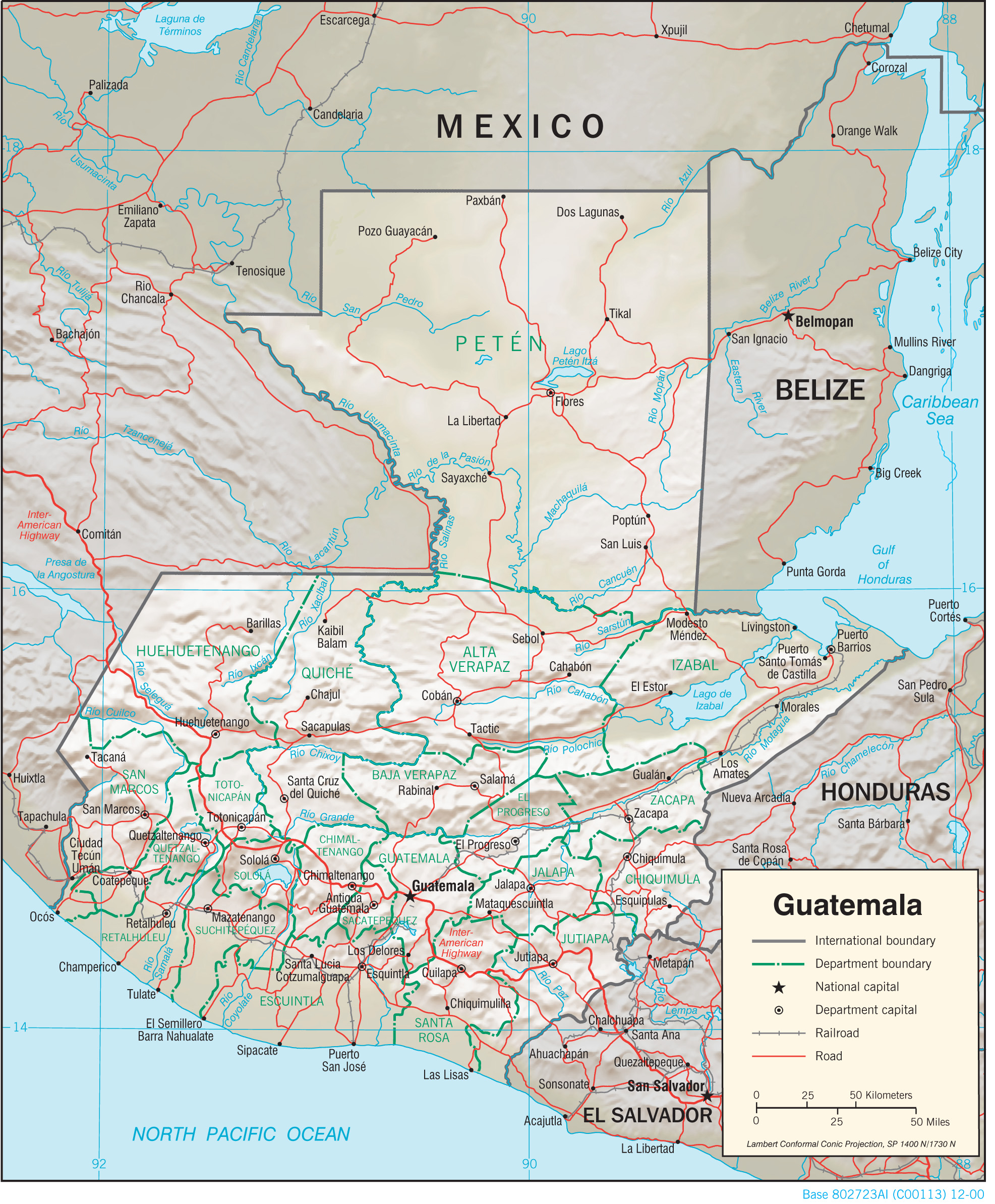
Карта країни (англ.)
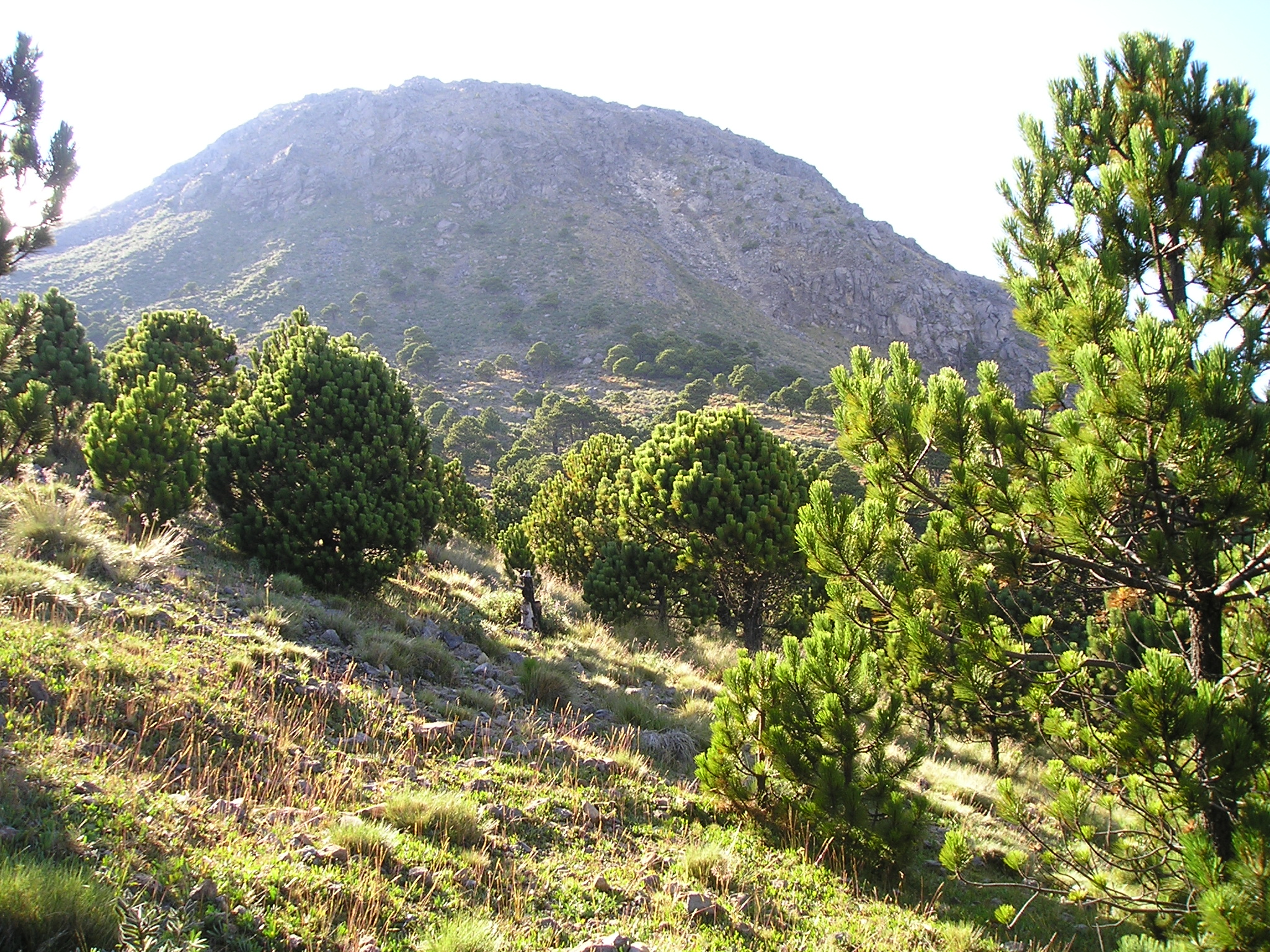
Вулкан Тахумулько

## Клімат
Територія Гватемали лежить у тропічному кліматичному поясі. Увесь рік панують тропічні повітряні маси. Сезонний хід температури повітря чітко відстежується. Переважають східні пасатні вітри, достатнє зволоження (на підвітряних схилах відчувається значний дефіцит вологи). У теплий сезон з морів та океанів часто надходять тропічні циклони.

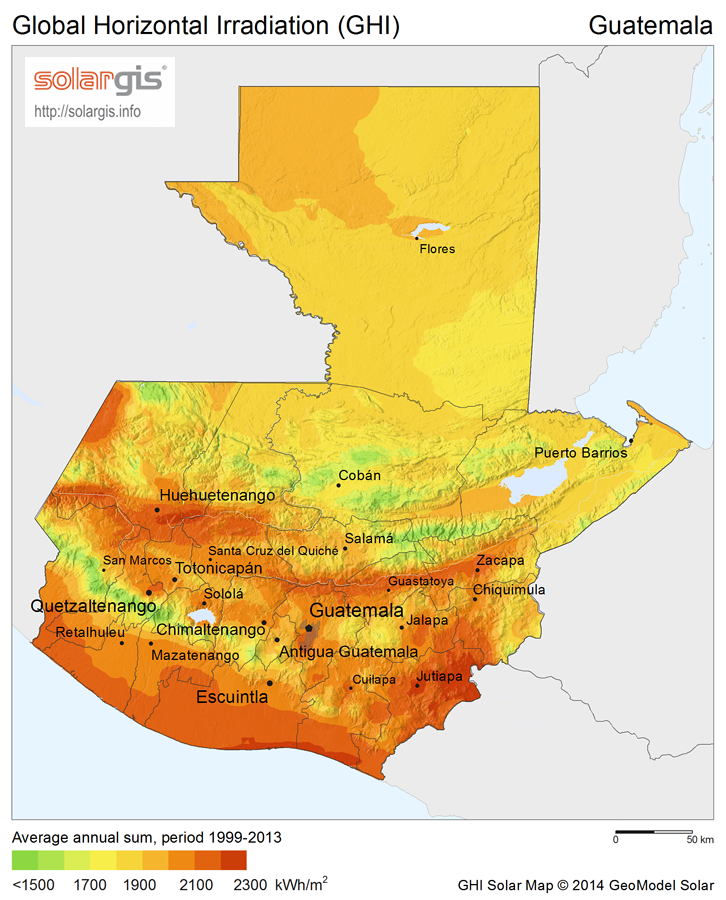
Сонячна радіація (англ.)
Кліматична карта Гватемали (за Кеппеном)

Гватемала є членом Всесвітньої метеорологічної організації (WMO), в країні ведуться систематичні спостереження за погодою.

## Внутрішні води
Загальні запаси відновлюваних водних ресурсів (ґрунтові і поверхневі прісні води) становлять 111,3 км³. Станом на 2012 рік в країні налічувалось 3375 км² зрошуваних земель.

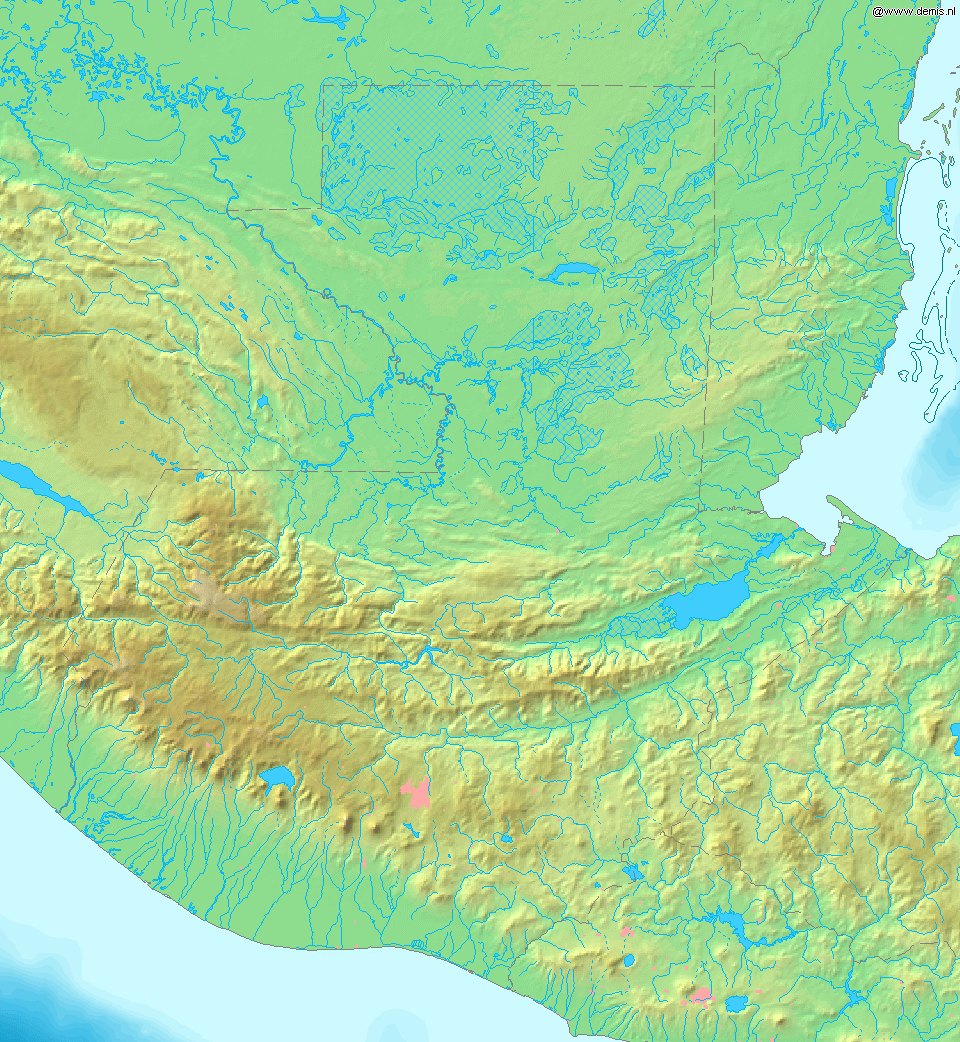
Гідрографічна мережа Гватемали
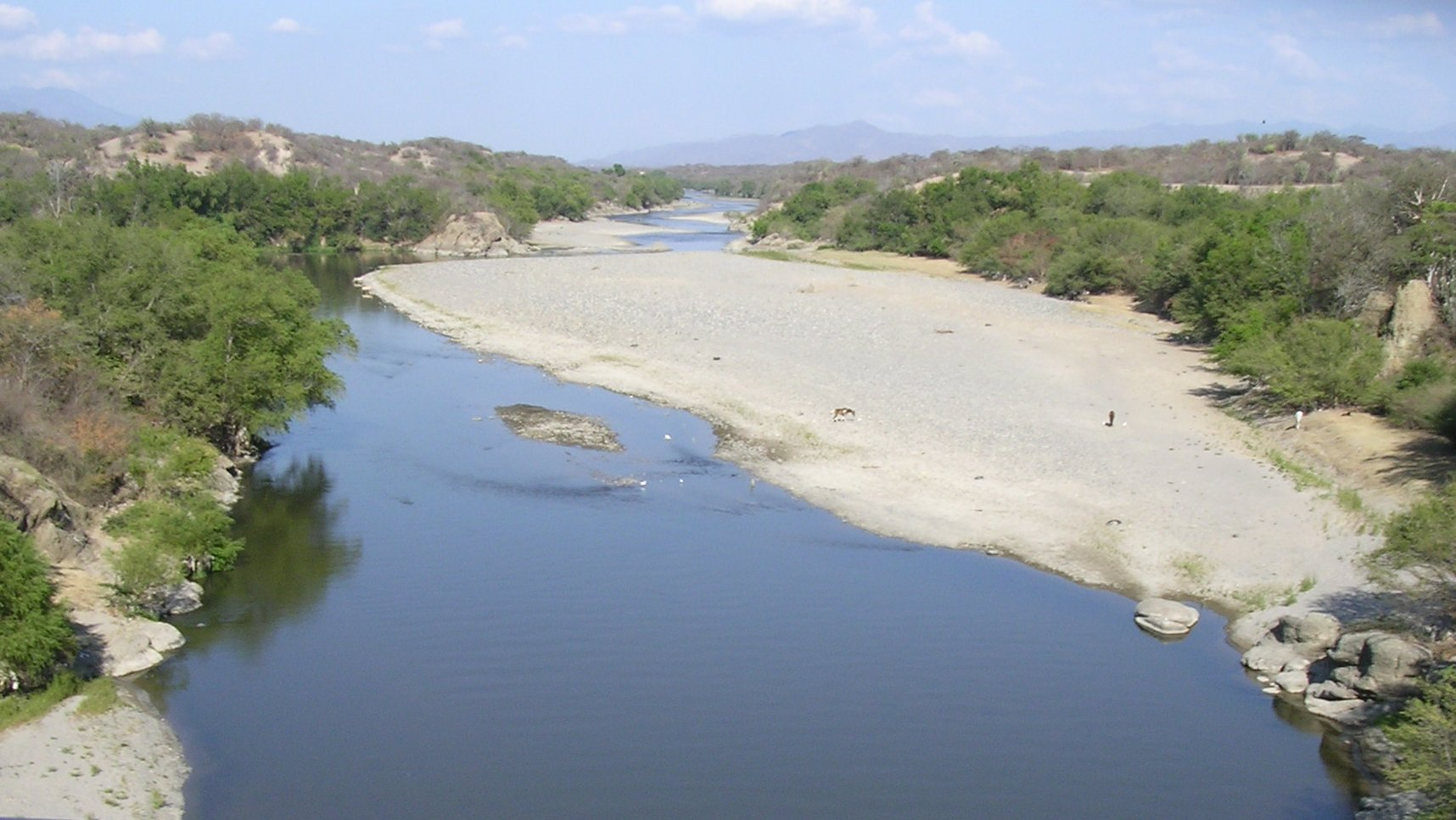
Річка Мотаґуа
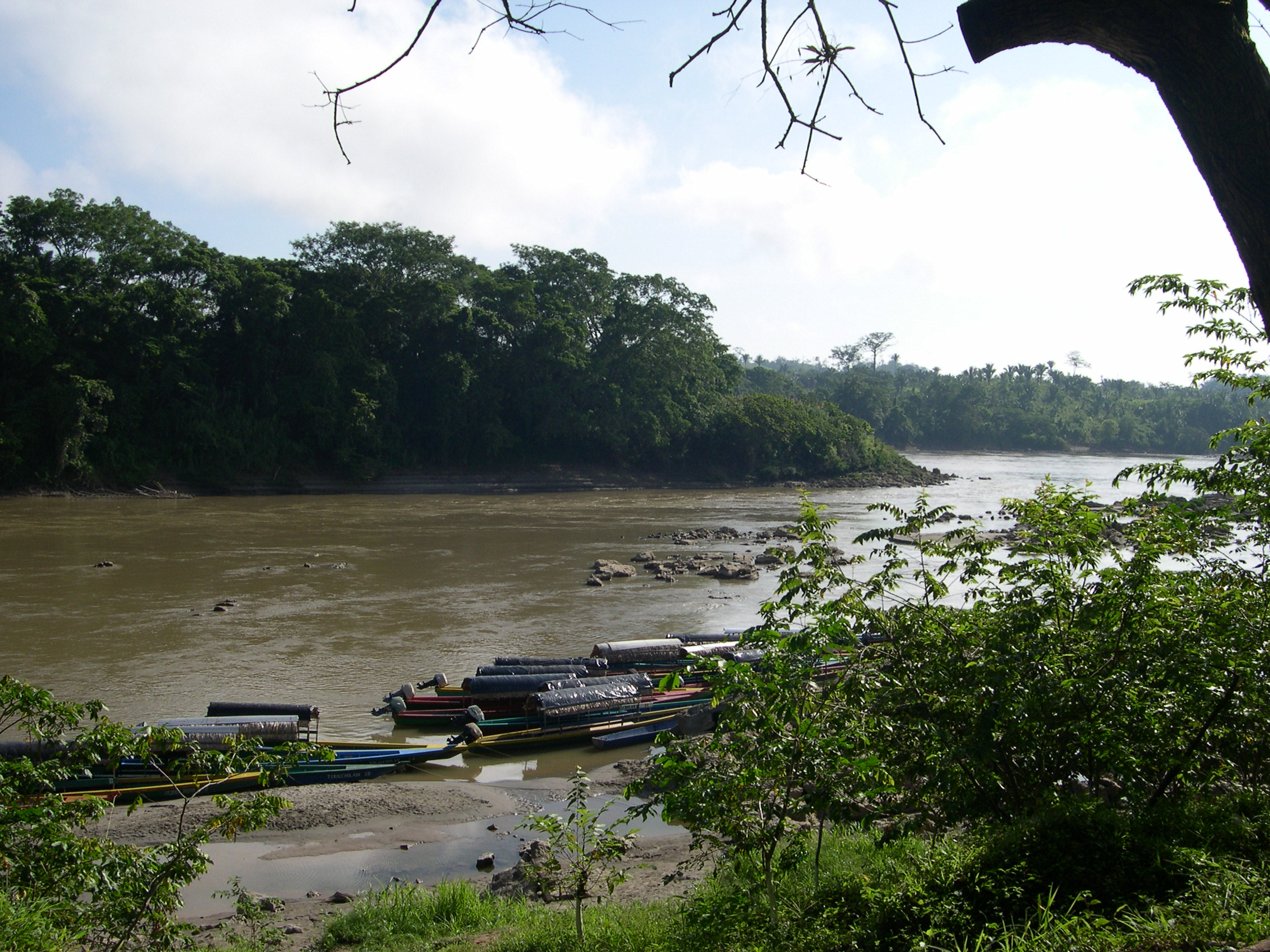
Річка Усумасінта
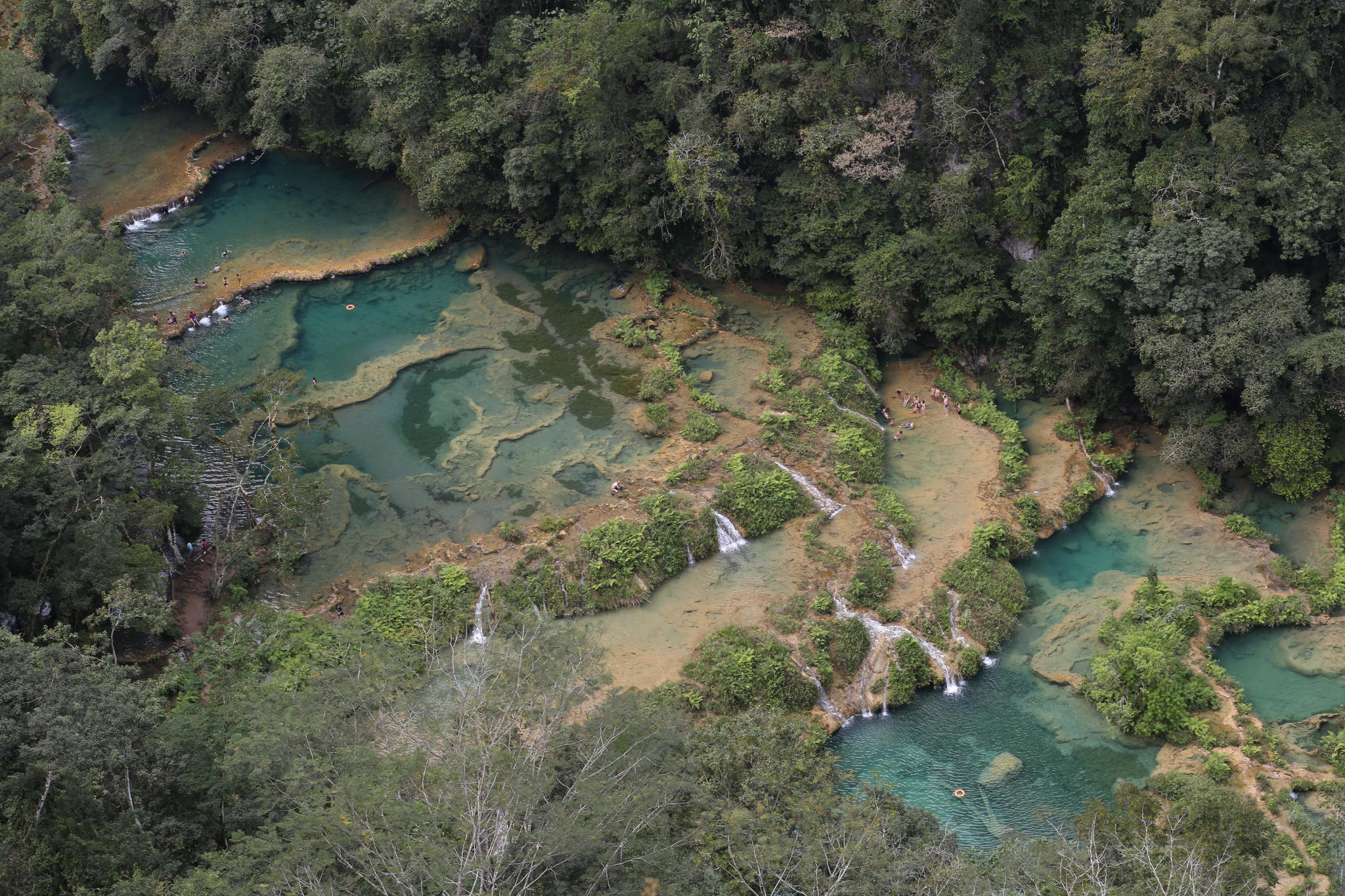
Водоспади Семук-Чампей
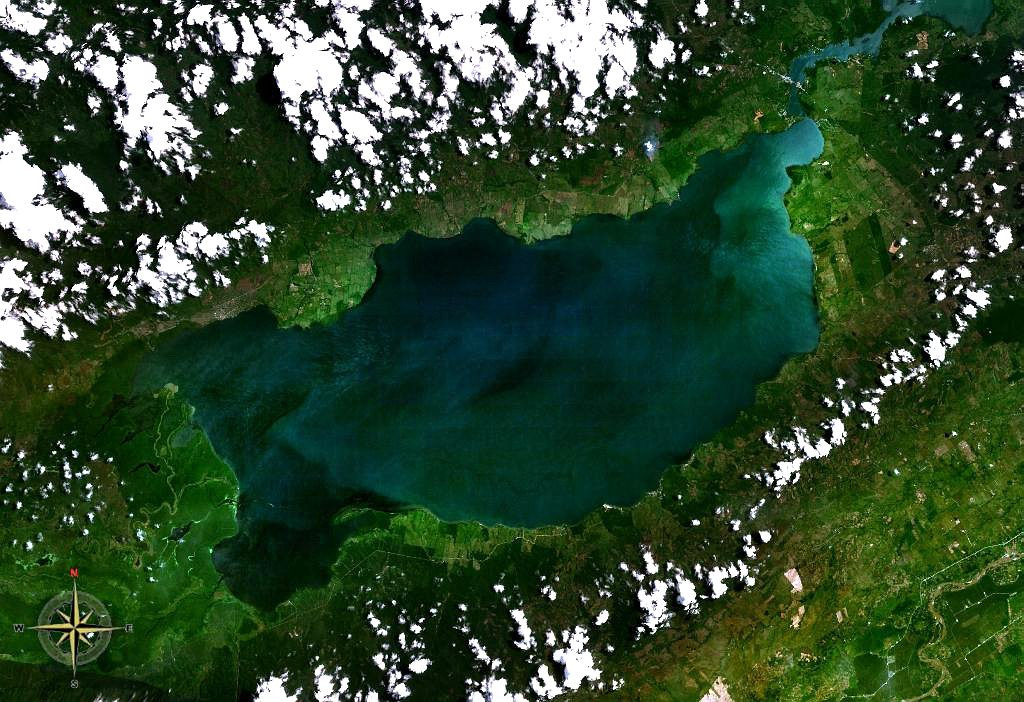
Озеро Ісабаль з космосу

### Річки
Річки країни належать басейнам Тихого (захід) і Атлантичного (схід) океанів.

## Рослинність
Земельні ресурси Гватемали (оцінка 2011 року):
- придатні для сільськогосподарського обробітку землі — 41,2 %,
  - орні землі — 14,2 %,
  - багаторічні насадження — 8,8 %,
  - землі, що постійно використовуються під пасовища — 18,2 %;
- землі, зайняті лісами і чагарниками — 33,6 %;
- інше — 25,2 %[1].

## Тваринний світ
Зоогеографічно територія країни належить до Центральноамериканської провінції Гвіано-Бразильської підобласті Неотропічної області.

## Охорона природи
Гватемала є учасником ряду міжнародних угод з охорони навколишнього середовища:
- Договору про Антарктику,
- Конвенції про біологічне різноманіття (CBD),
- Рамкової конвенції ООН про зміну клімату (UNFCCC),
- Кіотського протоколу до Рамкової конвенції,
- Конвенції ООН про боротьбу з опустелюванням (UNCCD),
- Конвенції про міжнародну торгівлю видами дикої фауни і флори, що перебувають під загрозою зникнення (CITES),
- Конвенції про заборону військового впливу на природне середовище (ENMOD),
- Базельської конвенції протидії транскордонному переміщенню небезпечних відходів,
- Конвенції з міжнародного морського права,
- Лондонської конвенції про запобігання забрудненню моря скиданням відходів,
- Монреальського протоколу з охорони озонового шару,
- Міжнародної конвенції запобігання забрудненню з суден (MARPOL),
- Рамсарської конвенції із захисту водно-болотних угідь[12],
- Міжнародної конвенції з регулювання китобійного промислу[1].

## Стихійні лиха та екологічні проблеми
На території країни спостерігаються небезпечні природні явища і стихійні лиха: численні вулкани у горах, найактивніший вулкан Санта-Марія (3772 м), виверження вулкану Пакая (2552 м) у травні 2010 року засипало вулканічним попілом столицю країни і спричинило масову евакуацію населення; землетруси; узбережжя Карибського моря в зоні ураження ураганів і тропічних штормів.
Серед екологічних проблем варто відзначити:
- знеліснення вологих дощових лісів;
- ерозію ґрунтів;
- забруднення вод.

## Фізико-географічне районування
У фізико-географічному відношенні територію Гватемали можна розділити на 3 райони, що відрізняються один від одного рельєфом, кліматом, рослинним покривом:
- Низовина тихоокеанського узбережжя. Сягає ширини близько 50 км біля кордону з Мексикою і поступово вужчає на південний схід, до кордону з Сальвадором.
- Нагір'я південної і центральної частини. Займає більшу половину території країни і продовжується на північний захід, в межі Мексики, і на південний схід, на територію Сальвадору і Гондурасу. Висота поверхні над рівнем моря переважно становить 1000—2400 м, з окремими вулканічними піками висотою понад 3700 м. Північну частину нагір'я утворюють складчасто-брилові масиви висотою до 4000 м, розділені глибокими тектонічними западинами. В останніх розташовані долини річок та озера.
- Рівнина Петен на півночі. Займає приблизно третину території країни. Ця область складається з рівнин і невеликих пагорбів, складених переважно вапняками. Більшу частину регіону покриває густий вологий ліс, що слугує житлом для різних тварин, зокрема ягуарів. У Петені дуже мало річок, майже вся дощова йде під землю. Транспортна мережа розвинена слабко, хоча головне місто регіону — Флорес — пов'язане з іншими частинами країни дорогою і повітряною лінією.

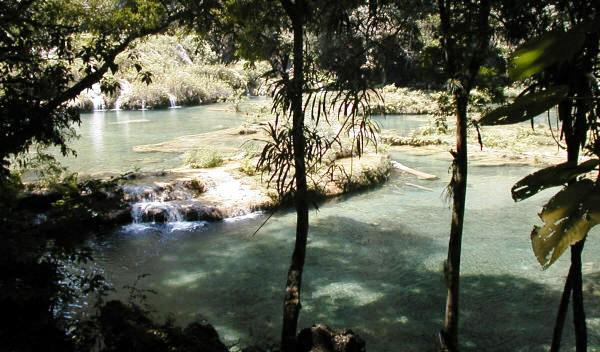
Незаймана природа північної рівнини
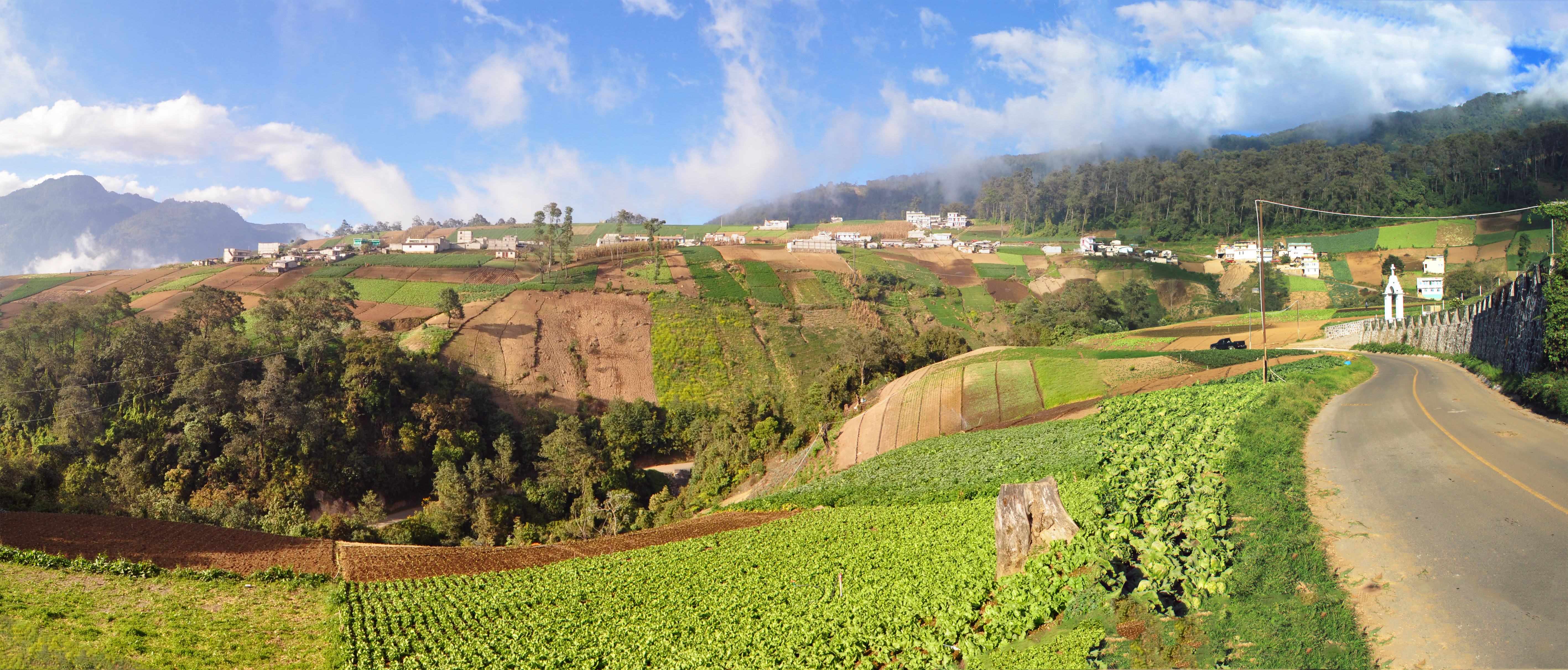
Природа нагір'я навколо міста Кесальтенанго

### Українською
- Атлас світу / голов. ред. І. С. Руденко ; зав. ред. В. В. Радченко ; відп. ред. О. В. Вакуленко. — К. : ДНВП «Картографія», 2005. — 336 с. — ISBN 9666315467.
- Атлас. 7 клас. Географія материків і океанів / Укладачі О. Я. Скуратович, Н. І. Чанцева. — К. : ДНВП «Картографія», 2014.
- Бєлозоров С. Т. Географія материків. — К. : Вища школа, 1971. — 371 с.
- Барановська О. В. Фізична географія материків і океанів : навч. посіб. для студентів ВНЗ : [у 2 ч.]. — Н. : Ніжинський державний університет ім. Миколи Гоголя, 2013. — 306 с. — ISBN 978-617-527-106-3.
- Гватемала // Гірничий енциклопедичний словник : [у 3-х тт.] / за ред. В. С. Білецького. — Д. : Східний видавничий дім, 2004. — Т. 3. — 752 с. — ISBN 966-7804-78-X.
- Дубович І. А. Країнознавчий словник-довідник. — 5-те вид., перероб. і доп. — К. : Знання, 2008. — 839 с. — ISBN 978-966-346-330-8.
- Панасенко Б. Д. Фізична географія материків : навч. посіб. : в 2 ч. — В. : ЕкоБізнесЦентр, 1999. — 200 с.
- Юрківський В. М. Регіональна економічна і соціальна географія. Зарубіжні країни: Підручник. — 2-ге. — К. : Либідь, 2001. — 416 с. — ISBN 966-06-0092-5.

### Англійською
- (англ.) Graham Bateman. The Encyclopedia of World Geography. — Andromeda, 2002. — 288 с. — ISBN 1871869587.

### Російською
- (рос.) Гватемала // Латинская Америка. Энциклопедический справочник [в 2-х тт.] / Главный редактор В. В. Вольский. — М. : Советская энциклопедия, 1979. — Т. 1. А-К. — 576 с.
- (рос.) Авакян А. Б., Салтанкин В. П., Шарапов В. А. Водохранилища. — М. : Мысль, 1987. — 326 с. — (Природа мира)
- (рос.) Алисов Б. П., Берлин И. А., Михель В. М. Курс климатологии [в 3-х тт.] / под. ред. Е. С. Рубинштейна. — Л. : Гидрометиздат, 1954. — Т. 3. Климаты земного шара. — 320 с.
- (рос.) Апродов В. А. Вулканы. — М. : Мысль, 1982. — 368 с. — (Природа мира)
- (рос.) Апродов В. А. Зоны землетрясений. — М. : Мысль, 2010. — 462 с. — (Природа мира) — ISBN 978-5-244-01122-7.
- (рос.) Букштынов А. Д., Грошев Б. И., Крылов Г. В. Леса. — М. : Мысль, 1981. — 316 с. — (Природа мира)
- (рос.) Власова Т. В. Физическая география материков. С прилегающими частями океанов. Южная Америка, Африка, Австралия и Океания, Антарктида. — 4-е, перераб. — М. : Просвещение, 1986. — 269 с.
- (рос.) Гвоздецкий Н. А. Карст. — М. : Мысль, 1981. — 214 с. — (Природа мира)
- (рос.) Гвоздецкий Н. А., Голубчиков Ю. Н. Горы. — М. : Мысль, 1987. — 400 с. — (Природа мира)
- (рос.) Дорст Ж. Центральная и Южная Америка. — М. : Прогресс, 1977. — 318 с. — (Континенты, на которых мы живем)
- (рос.) Географический энциклопедический словарь: географические названия / под. ред. А. Ф. Трёшникова. — 2-е изд., доп. — М. : Советская энциклопедия, 1989. — 585 с. — ISBN 5-85270-057-6.
- (рос.) Исаченко А. Г., Шляпников А. А. Ландшафты. — М. : Мысль, 1989. — 504 с. — (Природа мира) — ISBN 5-244-00177-9.
- (рос.) Каплин П. А., Леонтьев О. К., Лукьянова С. А., Никифоров Л. Г. Берега. — М. : Мысль, 1991. — 480 с. — (Природа мира) — ISBN 5-244-00449-2.
- (рос.) Словарь современных географических названий / под общей редакцией акад. В. М. Котлякова. — Екатеринбург : У-Фактория, 2006.
- (рос.) Литвин В. М., Лымарев В. И. Острова. — М. : Мысль, 2010. — 288 с. — (Природа мира) — ISBN 978-5-244-01129-6.
- (рос.) Лобова Е. В., Хабаров А. В. Почвы. — М. : Мысль, 1983. — 304 с. — (Природа мира)
- (рос.) Максаковский В. П. Географическая картина мира. Книга I: Общая характеристика мира. — М. : Дрофа, 2008. — 495 с. — ISBN 978-5-358-05275-8.
- (рос.) Максаковский В. П. Географическая картина мира. Книга II: Региональная характеристика мира. — М. : Дрофа, 2009. — 480 с. — ISBN 978-5-358-06280-1.
- (рос.) Гватемала // Поспелов Е. М. Топонимический словарь. — М. : АСТ, 2005. — 229 с. — ISBN 5-17-016407-6.
- (рос.) География / под ред. проф. А. П. Горкина. — М. : Росмэн-Пресс, 2006. — 624 с. — (Современная иллюстрированная энциклопедия) — ISBN 5-353-02443-5.
- (рос.) Физико-географический атлас мира. — М. : Академия наук СССР и Главное управление геодезии и картографии ГУГК СССР, 1964. — 298 с.
- (рос.) Энциклопедия стран мира / глав. ред. Н. А. Симония. — М. : НПО «Экономика» РАН, отделение общественных наук, 2004. — 1319 с. — ISBN 5-282-02318-0.